# Martin Henriksen
 Der er flere personer med dette navn, se Martin Henriksen (flertydig).
Martin Henriksen (født 25. januar 1980 i Tårnby) er en dansk politiker, der er tidligere folketingsmedlem for Dansk Folkeparti og tidligere formand for Nye Borgerlige.  
Henriksen har haft en mangeårig karriere i Dansk Folkeparti. Han var folketingsmedlem for partiet 2005-2019, og blev ved kommunalvalget i 2021 valgt til byrådet i Stevns Kommune. Efter at have tabt formandsvalget i Dansk Folkeparti i januar 2022 til Morten Messerschmidt valgte Martin Henriksen et par uger senere at trække sig som hovedbestyrelsesmedlem og folketingskandidat i Sjællands Storkreds, og meldte sig efterfølgende helt ud af partiet for at blive løsgænger i kommunalbestyrelsen på Stevns. 
Martin Henriksen meldte sig i juni 2023 ind i Nye Borgerlige og blev året efter valgt som partiformand efter Pernille Vermund.
4. april 2025 meddelte Martin Henriksen, at han ville trække sig helt fra politik og dermed ikke genopstille til posten som partiformand for Nye Borgerlige ved partiets landsmøde i slutningen af måneden.

## Baggrund
Martin Henriksen er søn af Michael Henriksen og Majken Rugaard Henriksen. Han tog i 2004 HF-eksamen fra Frederiksberg HF-kursus, og arbejdede i 2004-2005 som chauffør i Kødbyen. Henriksen har også arbejdet som bl.a. lagerarbejder, pædagogmedhjælper, postbud og organisationskonsulent. Han har siddet i Pensionsfonden P51’s bestyrelse. Han har været ti måneder i Forsvaret som værnepligtig hos Gardehusarregimentet. 
I 2023 arbejder han som sikkerhedsvagt.
Martin Henriksen har tidligere været næstformand for Dansk Folkepartis Ungdom i Københavns Amt, og blev første gang opstillet som folketingskandidat i 2004. Derudover har han siddet i Nørrebro Lokalråd.
Privat er Henriksen bosiddende på Stevns, hvor han bor med sin hustru Lea og parrets 3 børn. 

## Politisk karriere

### Dansk Folkeparti
Henriksen var fra 8. februar 2005 til 5. juni 2019 medlem af Folketinget, hvor han først repræsenterede Vestre Storkreds og siden (fra 2007) Københavns Storkreds. Ved valget i 2019 opnåede han ikke genvalg. Ved kommunalvalget i 2021 blev han valgt til byrådet i Stevns Kommune, hvor han bl.a. er næstformand i Social- og Sundhedsudvalget. Fra 2009 til 2022 var Henriksen medlem af Dansk Folkepartis hovedbestyrelse.
I Folketinget var Henriksen sit partis medlem af Udvalget vedr. Udlændinge og integrationspolitik, Uddannelsesudvalget, forsvarsudvalget, grønlandsudvalget og færøudvalget. 
Han sad i en årrække som Dansk Folkepartis repræsentant i Europarådet, hvis opgaver bl.a. er at følge medlemslandenes udvikling indenfor demokrati og retsstat. 
Han har tidligere været formand for Folketingets socialudvalg og uddannelsesudvalg og været sit partis uddannelsesordfører og socialordfører. Martin Henriksen har siddet i kulturministeriets Sydslesvigudvalg.
Martin Henriksen fortalte i 2014, at han pga. en uspecificeret trussel havde haft PET-beskyttelse i en periode.
Ved formandsvalget til Dansk Folkeparti i januar 2022 stillede Martin Henriksen op som formandskandidat, men tabte til Morten Messerschmidt, der fik 499 af de 828 stemmeberettigede mod 219 stemmer til Henriksen og 107 til den tredje kandidat Merete Dea Larsen. Et par uger senere trak Henriksen sig fra partiets hovedbestyrelse på grund af manglende tillid til Messerschmidt, og få dage senere meddelte han, at han havde meldt sig ud af partiet. Kort efter blev han ansat som politisk konsulent for sin tidligere partifælle i Dansk Folkeparti, folketingsmedlem Marie Krarup, der ligesom Henriksen i februar 2022 havde udmeldt sig af partiet.

### Nye Borgerlige
I juni 2023 meldte han sig ind i Nye Borgerlige. Efter Pernille Vermunds overraskende exit fra dette parti i januar 2024 blev Henriksen den 16. april valgt som ny partiformand for Nye Borgerlige på et ekstraordinært årsmøde i Fredericia. Som formand gjorde han sig bemærket ved kontroversielle udtalelser, blandt andet stod han bag en kampagne der opfordrede folk der var trætte af homoseksuelle og ligestilling til at melde sig ind i partiet.
Et år senere, i april 2025, meddelte Henriksen imidlertid, at han ville stoppe som formand og helt forlade politik og altså ikke genopstille ved det kommende landsmøde 27. april. Flere andre partimedlemmer havde i de foregående måneder udmeldt, at de ville udfordre ham på posten som partiformand ved landsmødet.

## Kristendom
I  Stevns Kommune har Henriksen som kommunalbestyrelsesmedlem  argumenteret for en mere synlig kristendom i det offentlige rum ved at foreslå at indføre kristen bøn i folkeskolerne. Henriksen har som medlem af Folketinget i 2006 også argumenteret for indførelsen af en kristen statsskole med  salmesang og obligatorisk kristendom som   eksamensfag 

## Forfatterskab
Martin Henriksen har udgivet tre bøger. Han har sammen med tidligere DFU-formand Chris Bjerknæs udgivet bogen “Nationalt selvforsvar”, hvori Martin Henriksen bl.a. gav sit bud på, hvordan Dansk Folkeparti kan genrejses.
Martin Henriksen har også udgivet bogen “Vil du med på en rejse igennem kristendommen?”, som bl.a. gennemgår argumenterne for Guds eksistens, bibelske dilemmaer mm.
I september måned 2022 udgav Martin Henriksen bogen “HOLD TIL HØJRE - sådan kommer højrefløjen igen” på forlaget Mellemgaard. Bogen handler bl.a. om Martin Henriksens ideer og forslag til hvordan højrefløjen og det borgerlige Danmark kan styrkes fremadrettet. Den er udgivet i fællesskab med forfatter og komiker Thomas Wiwel, som har interviewet Martin Henriksen i bogen.

## Kontroverser
Om sit politiske engagement har Henriksen til Dansk Folkeblad udtalt, at han blev aktiv i politik for at "bekæmpe islam og denne fanatiske religions indflydelse på det danske samfund".  Han har også beskrevet islam som en 'terrorbevægelse'.
I 2006 skrev Martin Henriksen i et ugebrev på sin hjemmeside, at han gik ind for at udlevere muslimske mænd, som var involveret i æresdrab, til deres hjemlande til tortur og forfølgelse. Udtalelserne førte til massiv kritik fra begge fløje i Folketinget, hvorefter han fjernede udtalelsen.
Martin Henriksen har gennem årene udnyttet sin ret til at stille spørgsmål til ministre, såsom Karen Hækkerup (S) og Inger Støjberg (V), ved at komme med nogle kontroversielle spørgsmål. Henriksen har spurgt om alt fra mavedans til om det er 'god stil' at ønske muslimer god Eid.
I 2018 deltog Martin Henriksen i en demonstration med den højreekstremistiske organisaton For Frihed (tidligere Pegida), hvor han modtog en gave for sit arbejde for tildækningsforbuddet, også kendt som burkaforbuddet. Hans deltagelse i demonstrationen blev mødt med kritik, da øvrige deltagere bl.a. omfattede erklærede nynazister.
Martin Henriksen blev i 2020 frifundet i en injuriesag ved Østre Landsret, anlagt af Sherin Khankan. Retten lagde i sin afgørelse vægt på, at folketingsmedlemmer "ikke kan drages til ansvar for deres ytringer i Folketinget, medmindre Folketinget har givet sit samtykke".